# تششمة كنان
تششمة كنان هي قرية في مقاطعة شبستر، إيران. عدد سكان هذه القرية هو 387 في سنة 2006.